# Alexander Korda (generál)
Alexander Korda (18. duben 1907, Vrútky – 13. září 1958, Brno) byl slovenský důstojník, účastník Slovenského národního povstání a politický vězeň.

## Životopis
Narodil se v rodině Eugena a Zuzany Kordové (roz. Sekerkové) ve Vrútkách 18. dubna 1907. Absolvoval Vojenskou akademii v Hranicích a v hodnosti poručíka byl zařazen k dělostřeleckému pluku v Praze-Ruzyni. V letech 1932 až 1939 sloužil u jednotek v Olomouci, Bílině, Pardubicích, Místku, Josefově, Dunajské Stredě, Hlohovci, Trnavě a v Bratislavě. Po vzniku Slovenského štátu působil jako učitel na vojenské akademii v Bratislavě a v Banské Bystrici. Byl nasazen na východní frontě. Od roku 1942 byl příslušníkem ilegální vojenské odbojové organizace Victorie. Aktivně se účastnil protifašistického odboje ve slovenské armádě, od 10. září 1944 velel vojenskému výcvikovému táboru Oremov Laz. Během Slovenského národního povstání byl velitelem 25. pěšího praporu Třetí taktické skupiny 1. čs. armády na Slovensku. Po ukončení organizovaného odporu ustoupil s jednotkou do prostoru Starých Hor, kde 19. listopadu 1944 padl po vážném zranění do zajetí. Byl odvlečen do Bratislavy a německého zajateckého tábora Stammlager XVII/A Kaisersteinbruch - Altenburg.
Po válce krátce působil jako zástupce velitele vojenské akademie v Hranicích a v Mladé Boleslavi. Po únoru 1948 byl politicky pronásledován. Roku 1949 byl za velezradu a vyzvědačství odsouzen k doživotí, zemřel ve výkonu trestu. V říjnu 1991 byl rehabilitován a povýšen in memoriam do hodnosti generálmajora.